# Ina Kersten
Pour les articles homonymes, voir Kersten.
Ina Kersten (née en 1946 à Hambourg)  est une mathématicienne allemande et ancienne présidente de la Deutsche Mathematiker-Vereinigung (Société mathématique allemande). Ses recherches portent sur l'algèbre abstraite, y compris la théorie des extensions de corps et des groupes algébriques. Elle est professeure émérite à l'université de Göttingen. 

## Biographie
Kersten est née à Hambourg et a obtenu son doctorat à l'université de Hambourg en 1977. Sa thèse, p-Algebren über semilokalen Ringen, a été dirigée par Ernst Witt. Elle a obtenu une habilitation à l'université de Ratisbonne en 1983.  
Kersten a été présidente de la Deutsche Mathematiker-Vereinigung (Société mathématique allemande) de 1995 à 1997 , la première femme à diriger la société et, à la date de 2020, sa seule femme présidente. Sous sa direction, la société a fondé la revue Documenta Mathematica.  